# Joal-Fadiouth
Joal-Fadiouth är en kuststad och kommun i västra Senegal. Den ligger i regionen Thiès och har cirka 55 000 invånare. Staden är en sammanslagning av Joal, som ligger på fastlandet, och Fadiouth som ligger på en ö strax utanför. Senegals första president, Léopold Sédar Senghor, föddes i Joal 1906.